# 约瑟夫·鲍什卡
约瑟夫·鲍什卡（捷克語：Josef Bouška，1945年8月25日—），捷克男子足球运动员，场上位置是中场。他曾代表捷克斯洛伐克国奥队参加1968年夏季奥林匹克运动会足球比赛，获得第九名。